# Notgemeinschaft deutscher Wissenschaftler im Ausland
Die Notgemeinschaft deutscher Wissenschaftler im Ausland war eine Organisation, die 1933 von Philipp Schwartz ins Leben gerufen wurde und im nationalsozialistischen Deutschland verfolgten Wissenschaftlern neue Arbeitsplätze im Ausland vermittelte.

## Geschichte

### Anfänge
Philipp Schwartz, Anatom und Pathologe, war seit 1927 außerordentlicher Professor an der Johann Wolfgang Goethe-Universität in Frankfurt am Main. Aufgrund des Gesetzes zur Wiederherstellung des Berufsbeamtentums am 7. April 1933 wurde er als Professor jüdischer Herkunft fristlos entlassen. Bereits im März 1933 war er mit seiner Familie nach Zürich gezogen. Schwartz erkannte, dass die Lage für viele Wissenschaftler im Deutschen Reich kritisch war, und gründete wohl im April 1933 – jedenfalls nach dem 24. März und vor dem 16. Mai 1933 – eine „Beratungsstelle für deutsche Wissenschaftler“, nach Vorbild der Notgemeinschaft der deutschen Wissenschaft. Diese verstand sich als eine Art Selbsthilfeorganisation „ohne Rücksicht auf Rasse oder Konfession“ und erfuhr in den nächsten Wochen einen Zustrom von mehr als tausend Universitätsmitarbeitern aus dem gesamten Deutschen Reich. Erklärtes Ziel war von Beginn an nicht die finanzielle Unterstützung, im Sinne eines Fonds, sondern die Vermittlung von Arbeitsplätzen für die Stellensuchenden. Erster Vorsitzender wurde Schwartz selbst, der jedoch bereits nach fünf Monaten selbst an die Universität Istanbul vermittelt wurde. Seine Nachfolge übernahm Fritz Demuth, Jurist von der Handelshochschule Berlin. Schwartz hatte weitere Mithelfer: Im Juli 1933 schrieb er in einem Brief, dass der Neurologe Kurt Goldstein in der Notgemeinschaft für Medizin, der Physiker und spätere Nobelpreisträger Max Born für Naturwissenschaften und Mathematik zuständig seien, doch es ist unklar, wann diese beiden zur Notgemeinschaft stießen und wie ihre Mitwirkung konkret aussah. In einer 1934 wohl von Fritz Demuth verfassten Broschüre über die Tätigkeit der Notgemeinschaft werden Born und Goldstein ebenso wie der Pharmakologe Siegfried Loewe neben Schwartz sogar als Gründungsmitglieder bezeichnet, was jedoch zweifelhaft ist.
Insbesondere in den Anfangsmonaten hatte die Notgemeinschaft eine Reihe von administrativen Problemen zu bewältigen. Deutsche Diplome wurden im Ausland teilweise nicht oder nicht mehr anerkannt und Arbeits- und Niederlassungsverbote hinderten die Wissenschaftler an der Aufnahme neuer Tätigkeiten im Ausland. Erster Schritt zur Organisation der Notgemeinschaft war die Bildung eines Rats deutscher Professoren im Ausland, der die Notgemeinschaft über vakante Stellen an Universitäten in der ganzen Welt informierte. Bekannte Mitglieder dieses Rates waren neben Schwartz, der mit Albert Malche Emigrationen in die Türkei organisierte, und Born unter anderem: Fritz Haber (Cambridge), Ernst Cassirer (Oxford), Leopold Lichtwitz (New York), James Franck (Kopenhagen), Peter Pringsheim (Brüssel), Hans Kelsen (Genf), Richard von Mises (Istanbul), Bernhard Zondek (Stockholm), Hermann Weyl (Princeton), außerdem Kurt Goldstein (New York).

### Etablierung und Ende
Eine weitere wichtige Maßnahme, um mit den Universitäten der Welt in Verbindung zu bleiben, war es, mit anderen akademischen Gemeinschaften und Komitees aus dem Ausland zusammenzuarbeiten. Von zentraler Bedeutung war dabei vor allem die Kooperation mit dem zeitgleich gegründeten Academic Assistance Council (AAC), der britischen Wohlfahrtsorganisation für verfolgte Akademiker mit Sitz in London. Bereits seit 1933 gab es einen ständigen Mittelsmann beim AAC, bis man den Sitz der Notgemeinschaft im Januar 1936 von Zürich nach London verlegte. Während der AAC vor allem von der Fülle an Informationen von der Notgemeinschaft profitierte, konnte letztere durch die finanzielle Unterstützung des AAC an bedürftige Akademiker Stipendien vergeben. Zudem existierten weitere Partnerschaften mit Verbänden aus der Schweiz, Frankreich und den Vereinigten Staaten.
1936 waren 1500 Wissenschaftler in den Karteien der Gemeinschaft erfasst, von denen alle im Laufe der Jahre eine Anstellung fanden. Festzuhalten bleibt jedoch, dass ein guter Teil derer nicht in akademische Arbeitsverhältnisse zurückkehrten, sondern beispielsweise Professoren der Medizin wieder als Ärzte oder Professoren der Rechtswissenschaft als Anwälte arbeiteten. 1941 benannte sich die Gemeinschaft in „Association of Immigrant Scholars“ um, ehe sie 1946 nach Kriegsende aufgelöst wurde.

## Archivalien
- Catalogue of the Archive of the Society for the Protection of Science and Learning, 1933–1987, Bodleian Library, Oxford: Norman Lockyer Observatory – Notgemeinschaft Deutscher Wissenschaftler in Ausland (Emergency Society for German Scholars in Exile). Signatur: MS. S.P.S.L. 119/1-5; mit 1046 Blatt Material